# Michail Gerškovič
Michail Danilovič Gerškovič (in russo Михаил Данилович Гершкович?; Mosca, 1º aprile 1948) è un allenatore di calcio ed ex calciatore sovietico dal 1991 russo, di ruolo attaccante.

## Palmarès

### Giocatore

#### Competizioni nazionali
- Campionato sovietico: 1

Dinamo Mosca: 1976
- Coppa dell'Unione Sovietica: 2

Torpedo Mosca: 1967-1968
Dinamo Mosca: 1977
- Supercoppa dell'URSS: 1

Dinamo Mosca: 1977